# Peñalmonte
Peñalmonte är ett berg i Spanien.   Det ligger i provinsen Provincia de La Rioja och regionen La Rioja, i den nordöstra delen av landet, 230 km nordost om huvudstaden Madrid. Toppen på Peñalmonte är 1 456 meter över havet, eller 480 meter över den omgivande terrängen. Bredden vid basen är 4,9 km.
Terrängen runt Peñalmonte är huvudsakligen kuperad. Runt Peñalmonte är det ganska glesbefolkat, med 24 invånare per kvadratkilometer. Närmaste större samhälle är Arnedo, 9,9 km öster om Peñalmonte. I omgivningarna runt Peñalmonte växer i huvudsak buskskog.